# مشاركات الأندية التونسية في المسابقات العربية
مشاركات الأندية التونسية في المسابقات العربية تعد الأندية التونسية ثاني أكثر من توج بالبطولات العربية برصيد 11 بطولة (بعد الأندية السعودية المتوجة بـ12 بطولة). ويعد الترجي الرياضي التونسي أكثر الأندية التونسية تتويجا بالبطولات العربية برصيد 4 بطولات يليه النادي الرياضي الصفاقسي والملعب التونسي ببطولتين لكل منهما.
توجت الفرق التونسية بأمجد البطولات العربية «كأس العرب للأندية الأبطال» 7 مرات 3 منها للترجي الرياضي التونسي صاحب الرقم الرقياسي في عدد التتويجات أعوام 1993، 2009 و2017 وبطولتين للنادي الرياضي الصفاقسي في نسختي 2000 و2004 وبطولة وحيدة للنجم الرياضي الساحلي سنة 2019 ونفس الشيء للنادي الإفريقي سنة 1997. بالنسبة للوصافة فقد أحتلت الفرق التونسية المركز الثاني خمس مرات، مرتين للترجي الراضي التونسي سنوات 1986 و1995، مرتين أيضا للنادي الإفريقي سنوات 1988 و2002، وأخيرا إحتل النادي الرياضي الصفاقسي المركز الثاني سنة 2005.

## أفضل نتائج الفرق التونسية في المسابقات العربية
| النادي                    | كأس العرب للأندية الأبطال   | البطولة العربية للأندية الفائزة بالكؤوس | كأس السوبر العربي  |
| ------------------------- | --------------------------- | --------------------------------------- | ------------------ |
| الترجي الرياضي التونسي    | البطل (3) 1993، 2009، ¹2017 | –                                       | البطل 1996         |
| النادي الرياضي الصفاقسي   | البطل (2) 2000، 2004        | –                                       | المركز الرابع 2001 |
| النادي الإفريقي           | البطل 1997                  | البطل 1995                              | الوصيف 1998        |
| الملعب التونسي            | المركز الرابع 2002          | البطل (2) 1989، 2001                    | –                  |
| النجم الرياضي الساحلي     | البطل 2019                  | وصيف 1995                               | –                  |
| النادي الرياضي البنزرتي   | النصف النهائي 1994          | –                                       | –                  |
| المستقبل الرياضي بالمرسى  | –                           | النصف النهائي (2) 1992، 1994            | –                  |
| الأولمبي الباجي           | دور المجموعات 1999          | –                                       | –                  |
| الاتحاد الرياضي المنستيري | الربع النهائي 2009          | –                                       | –                  |
| مجموع البطولات            | 6                           | 3                                       | 1                  |

- ¹: رقم قياسي

## المشاركات

### كأس العرب للأندية الأبطال
تعد الأندية التونسية ثاني أكثر من توج بلقب أمجد الكؤوس العربية برصيد سبع بطولات (بعد الأندية السعودية المتوجة بثمانية ألقاب). ويعد الترجي الرياضي التونسي الأكثر تتويجا في تاريخ البطولة بثلاث مرات أولها سنة 1993 تحت مسماها «بطولة الأندية العربية لأبطال الدوري»، اللقب الثاني سنة 2009 تحت مسماها «دوري أبطال العرب» واللقب الثالث سنة 2017 تحت مسماها «البطولة العربية للأندية» التي أقيمة في مصر. يأتي بعده النادي الرياضي الصفاقسي توج بها مرتين الأولى سنة 2000 تحت مسماها «بطولة الأندية العربية لأبطال الدوري»، اللقب الثاني سنة 2004 تحت مسماها «دوري أبطال العرب». أما النجم الرياضي الساحلي فقد توج في أفضل وأصعب النسخ من البطولة سنة 2019 تحت مسماها «كأس العرب للأندية الأبطال» بعد مسيرة بطولية في المسابقة. أما النادي الإفريقي توج باللقب سنة 1997تحت مسماها «بطولة الأندية العربية لأبطال الدوري». بالنسبة للوصافة فقد أحتلت الفرق التونسية المركز الثاني خمس مرات، مرتين للترجي الراضي التونسي سنوات 1986 و1995، مرتين أيضا للنادي الإفريقي سنوات 1988 و2002، وأخيرا إحتل النادي الرياضي الصفاقسي المركز الثاني سنة 2005.
| النادي    | 1986   | 1987 | 1988   | 1989   | 1991 | 1992 | 1993  | 1994 | 1995   | 1997  | 1998  | 1999 | 2000  | 2001 | 2002   | 2004  | 2005   | 2006 | 2007 | 2008 |
| --------- | ------ | ---- | ------ | ------ | ---- | ---- | ----- | ---- | ------ | ----- | ----- | ---- | ----- | ---- | ------ | ----- | ------ | ---- | ---- | ---- |
| الترجي    | الوصيف | –    | –      | –      | –    | د.م  | البطل | –    | الوصيف | –     | –     | –    | –     | –    | –      | د.م   | –      | –    | –    | –    |
| الصفاقسي  | –      | –    | –      | –      | –    | –    | –     | –    | –      | ن.ن   | –     | –    | البطل | د.م  | –      | البطل | الوصيف | –    | –    | –    |
| الإفريقي  | –      | –    | الوصيف | –      | –    | –    | –     | –    | –      | البطل | د.م   | –    | –     | –    | الوصيف | –     | د.م    | د1   | د2   | –    |
| ن.الساحلي | –      | د2   | –      | الرابع | –    | –    | –     | –    | –      | –     | –     | –    | –     | –    | –      | د.م   | –      | –    | –    | –    |
| البنزرتي  | –      | –    | –      | –      | –    | –    | –     | ن.ن  | –      | –     | إنسحب | –    | –     | –    | –      | –     | د.م    | –    | –    | د2   |
| المنستيري | –      | –    | –      | –      | –    | –    | –     | –    | –      | –     | –     | –    | –     | –    | –      | –     | –      | –    | د1   | د1   |
| م.التونسي | –      | –    | –      | –      | –    | –    | –     | –    | –      | –     | –     | –    | –     | –    | ن.ن    | –     | –      | –    | –    | –    |
| أ.الباجي  | –      | –    | –      | –      | –    | –    | –     | –    | –      | –     | –     | د.م  | –     | –    | –      | –     | –      | –    | –    | –    |
|           |        |      |        |        |      |      |       |      |        |       |       |      |       |      |        |       |        |      |      |      |
| النادي    | 2009   | 2013 | 2017   | 2019   | 2020 |      |       |      |        |       |       |      |       |      |        |       |        |      |      |      |
| الترجي    | البطل  | –    | البطل  | د1     | د16  |      |       |      |        |       |       |      |       |      |        |       |        |      |      |      |
| الصفاقسي  | ن.ن    | –    | –      | د1     | د32  |      |       |      |        |       |       |      |       |      |        |       |        |      |      |      |
| الإفريقي  | –      | –    | –      | د.ت2   | –    |      |       |      |        |       |       |      |       |      |        |       |        |      |      |      |
| ن.الساحلي | –      | –    | –      | البطل  | –    |      |       |      |        |       |       |      |       |      |        |       |        |      |      |      |
| البنزرتي  | –      | د2   | –      | –      | د.ت  |      |       |      |        |       |       |      |       |      |        |       |        |      |      |      |
| المنستيري | ر.ن    | –    | –      | –      | –    |      |       |      |        |       |       |      |       |      |        |       |        |      |      |      |

### البطولة العربية للأندية الفائزة بالكؤوس
توجت الأندية التونسية بلقب «البطولة العربية للأندية الفائزة بالكؤوس» ثلاث مرات. الملعب التونسي أكثر الأندية التونسية تتويجا بالبطولة برصيد 2 ألقاب سنوات 1989 و2001 يليه النادي الإفريقي المتوج بالبطولة لمرة وحيدة سنة 1995. أما النجم الرياضي الساحلي إكتفى بمركز الوصافة سنة 1995 في المباراة التي جمعته مع النادي الإفريقي.
| النادي                   | 1989  | 1991 | 1992 | 1993 | 1994   | 1995   | 2001  |
| ------------------------ | ----- | ---- | ---- | ---- | ------ | ------ | ----- |
| الملعب التونسي           | البطل | د.م  | –    | –    | –      | –      | البطل |
| النادي الإفريقي          | –     | –    | –    | –    | –      | البطل  | –     |
| النجم الرياضي الساحلي    | –     | –    | –    | ن.ن  | –      | الوصيف | –     |
| المستقبل الرياضي بالمرسى | –     | –    | ن.ن  | –    | الرابع | –      | –     |

### كأس السوبر العربي
| النادي                  | 1996  | 1998   | 2001   |
| ----------------------- | ----- | ------ | ------ |
| الترجي الرياضي التونسي  | البطل | –      | –      |
| النادي الإفريقي         | –     | الوصيف | –      |
| النادي الرياضي الصفاقسي | –     | –      | الرابع |